# Лешко, Павел Любомирович
Па́вел Любомирович Лешко (укр. Павло Любомирович Лешко; род. 8 ноября 1987, Кировоград) — украинский футболист, защитник.

## Биография
Павел родился 8 ноября 1987 года в Кировограде. Его первый тренер — В. Горячий.
С 2001 года по 2004 год выступал в ДЮФЛ за львовские «Карпаты».
Зимой 2006 года попал в клуб Первой лиги Украины, «Газовик-Скалу» из Стрыя. В команде дебютировал 26 марта 2006 года в матче против львовских «Карпат» (0:2). Всего за команду в сезоне 2005/06 он сыграл в 14 матчах и забил 1 гол (в матче против луганской «Зари»). Летом 2006 год клуб был расформирован и Лешко перешёл в «Княжу», в команде провёл один сезон и сыграл также в 14 матчах и забил 1 гол (львовским «Карпатам-2»).
В зимнее межсезонье 2007/08 перешёл в «Коростень» из одноимённого города. В команде он провёл 16 матчей во Второй лиге и 1 матч в Кубке Украины. В конце августа подписал контракт с днепродзержинской «Сталью». В сезоне 2008/09 «Сталь» стала бронзовым призёром Второй лиги, уступив лишь «Полтаве» и кировоградской «Звезде». В следующем сезоне клуб дошёл до 1/4 финала Кубка украинской лиги, где уступил «Ильичёвцу-2» (0:0 основное время и 2:3 по пенальти). Всего за «Сталь» Лешко провёл 60 матчей и забил 5 мячей, также провёл 3 матча в Кубке страны.
В январе 2011 года прибыл на просмотр в полтавскую «Ворсклу» и позже подписал двухлетний контракт с клубом. В Премьер-лиге Украины дебютировал 5 марта 2011 года в домашнем матче против харьковского «Металлиста» (0:0).

## Достижения
- Бронзовый призёр Второй лиги Украины: 2008/09